# 松平定邦
松平 定邦（まつだいら さだくに）は、江戸時代中期の大名。陸奥白河藩2代藩主。定綱系久松松平家8代。官位は従四位下・越中守。

## 生涯
享保13年（1728年）、白河藩初代藩主・松平定賢の長男として誕生。寛保3年（1743年）12月15日、8代将軍・徳川吉宗に御目見する。同年12月28日、従五位下・河内守に叙任する。後に近江守に改める。明和7年（1770年）8月27日、定賢の死去により跡を継ぐ。同年9月4日、越中守に改める。同年10月15日、お国入りの許可を得る。
安永2年（1773年）12月16日、従四位下に昇進する。安永3年（1774年）3月15日、幕命により、徳川宗武の七男・賢丸（後の定信）を養子に迎えることが決まる。徳川一門から養子を迎えることで家格の上昇をはかったようである。ただし、この養子入りを定信はかなり不本意に思っていたらしく、後年に『宇下人言』で「もと心に応ぜざる事なれども、執政邪路の計らいより、せんかたなくかくなりし」（もともと養子になることは本心ではなかったが、老中たちの悪だくみにより、止む無く養子になったのだ）とある。なお、安永4年（1775年）には白河での花見の際に中風を発病し、江戸に参府したものの体調が優れなかったという。
天明3年（1783年）10月16日、定信に家督を譲って隠居した。同年10月19日、通称を木工頭に改める。寛政2年（1790年）6月7日に江戸で死去した。

## 系譜
子女は1男3女
父母
- 松平定賢（父）
- 烏丸光栄の娘（母）

正室
- 黒田継高の四女

子女
- 松平定信正室

養子
- 松平定信 - 徳川宗武の七男